# 箱玉系
箱玉系（はこだまけい、英: Box-ball system）とは、1990年に数学者の高橋大輔と薩摩順吉によって考案された、1次元フィルター型セル・オートマトンの一種である。
代表的な離散可積分系である離散KdV方程式や離散戸田分子方程式に対して超離散化という極限操作を行うことで箱玉系の時間発展方程式が得られることが知られており，解のソリトン性や無限個の保存量をもつことなど，離散可積分系のもつ多くのよい性質を引き継いでいる。また，量子群の結晶基底からも自然に箱玉系の時間発展が導出されることが知られている。

## 概要

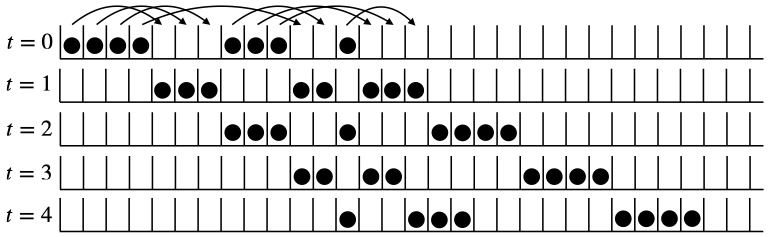
箱玉系の時間発展の例

１列に並んだ箱に有限個の玉が入った状態を考える。玉を以下の規則に従って移動させる。
1. 最も左の箱に入った玉を、その箱の右側で最も近い空き箱に移動させる。
2. まだ動かしていない最も左の箱に入った玉を、その箱の右側で最も近い空き箱に移動させる。
3. すべての玉が一回ずつ移動するまで２．を繰り返す。

単純な規則であるが，連続した箱に入った玉の列はソリトン性をもつ。
空き箱を0、玉の入った箱を1として0/1の列で状態を表すことが多い。

## 他の定義
概要で説明した規則と同値な時間発展規則が複数知られている。

### 玉を動かす順番について
概要における説明では最も左にある玉から順番に移動させているが，時刻  {\displaystyle t}において玉が入っている箱には時刻 {\displaystyle t+1}に玉は入らないというルールを与えれば玉を動かす順番にかかわらず同じ時間発展が得られる。

### 運搬車
空の運搬車(carrier)を考えて，左端から始めて右方向へ移動させる。箱の前を通るごとに以下の規則に従って玉の積み下ろしを行う。
1. 箱に玉が入っているとき，その玉を運搬車に載せる。
2. 箱に玉が入っておらず，運搬車に玉が(1個以上)載っているとき，玉を1個運搬車から箱に下ろす。
3. 箱に玉が入っておらず，運搬車が空のとき，何もしない。

すべての玉が別の箱へ移動した時点で運搬車を止めて，1回の時間発展と見做す。

## 時間発展の表現

### 超離散KdV方程式
時刻 {\displaystyle t} における箱玉系の状態を {\displaystyle \eta ^{t}=(\eta _{0}^{t},\eta _{1}^{t},\ldots ),\eta _{i}^{t}\in \{0,1\}} とすると、時間発展は区分線形な方程式
で表される。この方程式は超離散KdV方程式として知られる。右辺の{\displaystyle \min }内第2項は，{\displaystyle j}番目の箱を通る直前における運搬車に積まれた玉の個数と対応している。

### 超離散戸田方程式
また、箱玉系において連続した空き箱の個数を左から順に {\displaystyle E_{0}^{t},E_{1}^{t},\ldots ,E_{N}^{t}=+\infty } , 連続した玉の入った箱の個数を左から順に {\displaystyle Q_{1}^{t},Q_{2}^{t},\ldots ,Q_{N}^{t}} とする({\displaystyle N}はソリトンの個数)と、時間発展は
で表される。この方程式は超離散戸田方程式として知られる。

### ピットマン変換
時刻{\displaystyle t}における状態{\displaystyle \eta ^{t}=(\eta _{0}^{t},\eta _{1}^{t},\ldots ),\eta _{i}^{t}\in \{0,1\}}に対して，半無限数列{\displaystyle \{z_{i}^{t}\}_{i=0}^{\infty }}を
で定めると1次元ランダムウォークと見做せる。さらに半無限数列{\displaystyle \{M_{i}^{t}\}_{i=0}^{\infty }}を
で定めると，時間発展方程式は
となる。
{\displaystyle M_{i}^{t}=\max _{0\leq j\leq i}z_{j}^{t}}，時間発展は{\displaystyle M_{i}^{t}}に対する{\displaystyle z_{i}^{t}}の折り返しであり，確率論の分野ではピットマン変換として知られる。

### ミーリ・オートマトン

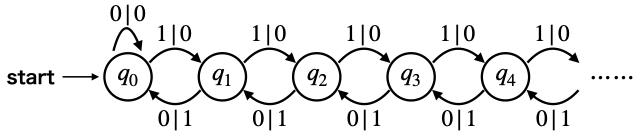
箱玉系の時間発展に対応するミーリ・オートマトンの状態遷移図

箱玉系の時間発展は無限個の状態{\displaystyle q_{0},q_{1},\ldots }をもつミーリ・オートマトンを用いて表すことができる。時刻{\displaystyle t}における状態{\displaystyle \eta ^{t}=(\eta _{0}^{t},\eta _{1}^{t},\ldots ),\eta _{i}^{t}\in \{0,1\}}を入力したとき，時刻{\displaystyle t+1}における状態{\displaystyle \eta ^{t+1}=(\eta _{0}^{t+1},\eta _{1}^{t+1},\ldots )}が出力される。また，状態{\displaystyle q_{i}\,(i=0,1,\ldots )}は運搬車を用いた解釈における運搬車に積まれている玉の個数と対応する。

## 拡張された箱玉系
離散KdV方程式や離散戸田方程式の一般化の超離散化を考えることで，様々な箱玉系の一般化を考えることができる。
- 運搬車容量つき箱玉系[2] - 超離散mKdV方程式
- 玉に番号がついた箱玉系(玉に種類がある)[3][4] - 超離散(非自励)KP方程式のある簡略, I型超離散ハングリー戸田格子
- 箱に番号がついた箱玉系[5] - II型超離散ハングリー戸田格子

また，解がソリトン性をもつミーリ・オートマトンとして知られているものがある。
- {\displaystyle m}箱飛ばしルール，{\displaystyle k}番目空き箱ルール[6]

## 時間発展の線形化
Kerov-Kirillov-Reshetikhin(KKR)全単射によって箱玉系の状態を艤装配位(rigged configuration)と呼ばれる、ソリトンの大きさを表すヤング図形とソリトンの位相を表すリギング(rigging)の組に対応させることで、箱玉系の時間発展は線形化できる。